# سقانفار آرمیج‌کلا
سقانفار آرمیج کلا مربوط به دوره قاجار است و در شهرستان بابلسر، بخش رودبست، دهستان پازوار، روستای ارمیچ کلا واقع شده و این اثر در تاریخ ۱۴ اسفند ۱۳۸۵ با شمارهٔ ثبت ۱۷۷۹۰ به‌عنوان یکی از آثار ملی ایران به ثبت رسیده است.